# Franz Krischke
Franz Krischke, född 1885 i Becka i Ungern, död 1960 i Wien i Österrike, var en österrikisk konstnär. Krischke målade mest stilleben. En berömd serie heter Still life with clock and globe.
Franz Krischke är representerad på Wiener Künstlerhaus i Österrike.